# Korosne, Peremîșleanî
Korosne (în ucraineană Коросне) este localitatea de reședință a comunei Korosne din raionul Peremîșleanî, regiunea Liov, Ucraina.

## Demografie
Componența lingvistică a localității Korosne
     Ucraineană (99,71%)
     Alte limbi (0,29%)
Conform recensământului din 2001, majoritatea populației localității Korosne era vorbitoare de ucraineană (99,71%), existând în minoritate și vorbitori de alte limbi.